# トウホクサンショウウオ
トウホクサンショウウオ（Hynobius lichenatus）は、サンショウウオ科サンショウウオ属に分類される有尾類。
日本の固有種であり、東北地方のほか新潟県、群馬県、栃木県の北部でもみられる。

## 分布
東北地方全域や、東北地方に近い新潟県・群馬県・栃木県の北部や高地に分布する。東北地方では、比較的標高が高くない丘陵地、標高数百m域が生息地の中心で、沢や湿地、池沼などやや流れのある止水地を好む。一部の地域では海岸でもみられる。丘陵地の自然豊かな住宅地にある仙台城南高等学校や宮城学院女子大学で野生していることが確認されている。

## 形態
頭胴長は50mmから70mm、尾も含めた体長は90mmから140mmであり、同種のなかでは胴体に対して比較的尾が短い。後ろ肢の指は本来5本だが、しばしば4本になっている。肋条は11対だが、稀に12対の個体もいる。
成体の体色は、背面が暗褐色ないし黒褐色、腹部が灰白色で、全体に淡色から褐色の斑点模様が不規則に入る。
クロサンショウウオと生息域が重なり、しばしば一緒に発見される。両者はよく似ており、とくに幼生では見分けが難しい。両者を比べると、クロサンショウウオのほうがやや胴が太く、黒一色である。また、尾の形状が異なり、クロサンショウウオとは違って尾の先端が平坦ではないほか、尾の長さが短い。もっとも顕著な違いは卵の形態にあり、トウホクサンショウウオの卵嚢は無色透明でバナナ状・らせん状から「のの字」形をとる。（クロサンショウウオの卵嚢はアケビ型で白色不透明である）

## 生態
雪解けを迎える3月から6月が繁殖期で、止水域に20-100個でひとかたまりの卵を産む。孵化した幼生ははじめは12-14mm程度の大きさで、動物性プランクトンや川エビ、水棲昆虫などを捕食する。共食いをすることもある。
多くの個体は生まれた年の秋までに40mmほどになって成体へ変態するが、なかには越冬して翌春まで幼体のものもいる。
成体は広葉樹林の落ち葉や石の陰を好み、夜間に這い出てミミズや節足動物を食べている。誕生からおおむね4-5年で繁殖期を迎える。

## 人との関わり
春の産卵シーズンになると、水路や人工池、ときには水を汲んだ枡など、人里に現れる。岩手県では「サンショカジカ」と呼ばれている。
山林の開発によって生息地が脅かされている。林道の開発にともなう環境破壊の指標に利用されるが、クロサンショウウオとよく似ているため、見分けに注意を要するとされている。